# Панфілово (Калінінградська область)
Панфілово (рос. Панфилово) — селище Правдинського району, Калінінградської області Росії. Входить до складу Желєзнодорожного міського поселення.
Населення —  37 осіб (2015 рік). 

## Населення
| 2002 | 2010 |
| ---- | ---- |
| 40   | ↘37  |